# César Pérez Gellida
César Pérez Gellida (Valladolid, 1974) è uno scrittore spagnolo.
I suoi romanzi noir si caratterizzano per il realismo e il rigore in ambito criminologico e forense.

## Biografia
Ha vissuto a Madrid e Buenos Aires prima di tornare a Valladolid. È laureato in Geografia e Storia all'Università di Valladolid con master in Indirizzo Commerciale e Marketing presso la Camera di commercio di Valladolid. Dal febbraio del 2014 collabora col quotidiano El Norte de Castilla con una rubrica settimanale nella sezione cultura intitolata La cantina del calvo.

## Opere

### Romanzi
- Memento Mori (2013, Suma)
- Dies irae (2013, Suma)
- Consummatum est (2014, Suma)
- Khimera (2015, Suma)
- Sarna con gusto (2016, Suma)
- Cuchillo de palo (2016, Suma)
- A grandes males (2017, Suma)
- Konets (2017, Suma)
- Todo lo mejor (2018, Suma)
- Todo lo peor (2019, Suma)
- La suerte del enano, (2020, Suma)
- Astillas en la piel, (2021, Suma)
- Nos crecen los enanos (2022, Suma)
- Bajo tierra seca (2024, Suma)

### Racconti
- Adefesio (Cadena SER)

### Edizioni in italiano
- L'ultima a morire (trad. Thais Siciliano) (La suerte del enano), Ponte alle Grazie, 2021, ISBN 9788833317069
- Schegge nella pelle (trad. Thais Siciliano) (Astillas en la piel), Ponte alle Grazie, 2023, ISBN 9788833319100
- Terra bruciata. Un'indagine di Martìn Gallardo (trad. Thais Siciliano) (Bajo tierra seca) , Ponte alle Grazie, 2025, ISBN 9791255821694

## Premi e riconoscimenti
- Premio Racimo de Literatura 2013.[2]
- Premio Piñón de Oro conferitogli nel settembre 2014.[3]
- Medaglia d'Onore della Società Spagnola di Criminologia e Scienze Forensi, 2014.[4]
- Premio al migliore romanzo noir dell'anno per Todo lo mejor al festival Valencia Noir 2019.
- Premio Conde Ansúrez de Literatura, ottobre 2019.
- Premio Alcaide de Honor del Museo Nazionale del vino nel dicembre del 2019.
- Finalista del Premio de la Crítica de Castilla y León nel 2019.[5]
- Premio Nadal per Bajo tierra seca.[6]